# Adrianna Chlebicka
Adrianna Chlebicka (née le 22 janvier 1994 à Varsovie) est une actrice polonaise.

## Biographie
Adrianna Chlebicka fait ses débuts à l'écran en 1997 en tant que bébé dans la série Boża podszewka. Dans les années 2012-2014, elle joue le rôle de Zuza dans la série M jak miłość. En 2018, Adrianna Chlebicka acquiert une plus large popularité grâce au rôle de Natalii Sokół dans la série Kontrola,, pour laquelle elle est nommée au Festival international du film LGBT de Turin. En 2021, elle interprète le rôle principal de Monika dans la comédie romantique Netflix L'Amour puissance mille.

## Filmographie
- 1997 : Boża podszewka : enfant en fuite
- 2004 : M jak miłość : une fille dans le foyer pour enfants de Józefów (épisode 268)
- 2007 - 2010 : Samo życie : Julia Tobrucka
- 2009 : Ojciec Mateusz : L'ami d'Ola (épisode 21)
- 2010 : Apetyt na życie : Kasia Grudzińska (épisodes 6 et 12)
- 2012 : Bejbi blues : Kamila
- 2012 - 2014 : M jak miłość : Zuza
- 2014 : Piąty Stadion : fille (épisode 118)
- 2015 : Rodzinka.pl : Amelia (épisode 136)
- 2015 : Historia Roja : Regina Dziemaszkiewicz
- 2015 : Barwy szczęścia : Maryla Kuraś (épisode 1340 et 1353)
- 2018 - 2022 : Kontrola : Natalia Sokół
- 2019 : Na sygnale : Pola (épisode 226)
- 2019 : Przyjaciółki : participant au cours (épisode 154)
- 2019 : W rytmie serca : Agnieszka (épisode 47)
- 2020 : Ojciec Mateusz : Marcela Bielska (épisode 304)
- 2021 : L'Amour puissance mille (Miłość do kwadratu) : Monika Grabarczyk
- 2021 : Opération Hyacinthe (Hiacynt) de Piotr Domalewski : Halinka, la fiancée de Robert
- 2022 : Matka : Martyna Gierszewska
- 2023 : L'Amour puissance dix mille (Miłość do kwadratu jeszcze raz) : Monika Grabarczyk
- 2023 : Życie w błocie się złoci : Magda
- 2023 : L'Amour tout puissant (Miłość do kwadratu bez granic) : Monika Grabarczyk
- 2024 : Boxeur de Mitja Okorn : Kasia